# Limpeza de sangue
O conceito de limpeza de sangue (em castelhano limpieza de sangre; em catalão neteja de sang) desempenhou um papel importante na história moderna da Península Ibérica.
O rótulo referente àqueles que foram considerados  puros "velhos cristãos", sem ancestrais muçulmanos ou judeus recentes, ou — dentro do contexto do império (Nova Espanha e Índia portuguesa) — geralmente àqueles sem ascendência dos índios americanos, asiáticos aborígines ou africanos aborígenes.

## Após a Reconquista
No final da Reconquista e a conversão ou expulsão de mudéjars muçulmanos e judeus sefarditas, as populações de Portugal e Espanha eram nominalmente cristãs. Da população de 7 milhões de habitantes da Espanha, isso inclui até um milhão de convertidos recentes do Islã e 200 mil convertidos do judaísmo, que foram coletivamente chamados de "cristãos-novos". Os convertidos do judaísmo eram chamados de conversos ou mais pejorativamente marranos, e os convertidos do Islã eram conhecidos como mouriscos. Uma acusação comum era que os novos cristãos eram falsos convertidos, praticando secretamente sua antiga religião como cripto-judeus ou cripto-muçulmanos. No entanto, o conceito de pureza do sangue passou a ser mais focado na ancestralidade do que na religião pessoal. O primeiro estatuto de pureza do sangue apareceu em Toledo, Espanha, 1449, onde um motim anticonverso conseguiu obter a proibição de conversos e seus descendentes da maioria das posições oficiais. Inicialmente, esses estatutos foram condenados pela monarquia e pela Igreja; no entanto, em 1496, o papa Alexandre VI aprovou um estatuto de pureza para os hieronitas.
Essa estratificação significava que os plebeus do antigo cristão poderiam reivindicar o direito de honrar, mesmo que não estivessem na nobreza. As ordens religiosas e militares, guildas e outras organizações incorporadas em suas cláusulas estatutárias exigindo prova de limpeza do sangue. As famílias cristãs novas em ascensão tiveram que enfrentar suas dificuldades ou subornar e falsificar documentos que atestam gerações de boa ascendência cristã.
A reivindicação de hidalguía universal (nobreza mais baixa) dos bascos foi justificada por intelectuais como Manuel Larramendi (1690-1766) porque a conquista omíada da Hispânia não havia atingido os territórios bascos, por isso acreditava-se que os bascos mantiveram sua origem de pureza, enquanto o resto da Espanha era suspeito de miscigenação. A hidalguía universal dos bascos ajudou muitos deles a posições de poder na administração. Essa ideia foi reforçada pelo fato de que, como resultado da Reconquista, um grande número de linhagens nobres espanholas já eram de origem basca.
Os testes de limpieza de sangre começaram a perder sua utilidade no século XIX; raramente as pessoas tinham de suportar as duras inquisições para uma paternidade distante por meio de registros de nascimento. No entanto, as leis que exigiam a limpieza de sangre ainda eram adotadas algumas vezes até no século XIX. Por exemplo, um decreto de 8 de março de 1804 do rei Fernando VII de Espanha resolveu que nenhum cavaleiro das ordens militares poderia se casar sem ter uma garantia do conselho pela limpieza de sangre de sua esposa.
A supressão oficial de tais requisitos de entrada para o Exército foi promulgada em 16 de maio de 1865 e estendida às nomeações navais em 31 de agosto do mesmo ano. Em 5 de novembro de 1865, um decreto permitiu que crianças nascidas fora do casamento, para as quais não era possível verificar a ancestralidade, pudessem ingressar no ensino superior religioso (cânones). Em 26 de outubro de 1866, o teste de pureza do sangue foi proibido com o objetivo de determinar quem poderia ser admitido no ensino superior. Em 20 de março de 1870, um decreto suprimiu todo o uso de padrões de pureza no sangue para determinar a elegibilidade para qualquer cargo no governo ou profissão licenciada.
A discriminação ainda estava presente no século XX em alguns lugares como Maiorca. Nenhum sacerdote de Chueta (descendentes dos conversos maiorquinos) foi autorizado a fazer missa em uma catedral até a década de 1960.

## Procedimento para julgar a pureza do sangue
O primeiro caso conhecido que julga Limpieza de Sangre vem da Igreja de Córdoba, que explicou o procedimento para julgar a pureza do sangue de um candidato da seguinte forma: Ajoelhado, com a mão direita colocada sobre a imagem de um crucifixo em uma Bíblia, o candidato confirmou-se como não sendo de origem judaica ou moura. Em seguida, o candidato forneceu os nomes de seus pais e avós, bem como os locais de nascimento. Dois delegados do conselho, igreja ou outro local público pesquisariam as informações para garantir que fossem verdadeiras. Se a investigação tivesse que ser realizada em Córdoba, uma pessoa, não necessariamente um membro do conselho, seria nomeada para examinar as testemunhas nomeadas pelo candidato. Esse pesquisador receberia uma quantia diária de acordo com a classificação da pessoa, a distância percorrida e o tempo gasto. Após coletar todos os relatórios, o secretário ou o notário deve lê-los todos no conselho e uma votação decidirá se o candidato foi aprovado. Uma maioria simples foi suficiente, após a qual o candidato teve que prometer obedecer a todas as leis e costumes da Igreja.

## Colônias espanholas
O conceito de limpieza de sangre era uma barreira significativa para muitos espanhóis emigrarem para as Américas, pois era necessária alguma forma de prova de não ter ancestrais muçulmanos ou judeus recentes para emigrar para o Império Espanhol. No entanto, dentro dos territórios ultramarinos da Espanha, o conceito evoluiu para estar ligado à pureza racial, tanto de espanhóis quanto de indígenas. Provas de pureza racial eram necessárias em várias circunstâncias na Espanha e em seus territórios ultramarinos. Os candidatos a cargos e seus cônjuges tinham que obter um certificado de pureza que provasse que não tinham ancestrais judeus ou muçulmanos e, na Nova Espanha, prova de brancura e ausência de alguém da linhagem que se ocupava do trabalho com as mãos.
Além disso, no início do século XVI, logo após o início da colonização espanhola na América, várias leis foram promulgadas nas Leis das Índias para impedir que judeus e muçulmanos e seus descendentes emigrassem e se estabelecessem nas colônias estrangeiras. Havia um negócio próspero na criação de documentação falsa para permitir que os conversos emigrassem para os territórios ultramarinos da Espanha. Essas disposições que proíbem a emigração são repetidamente enfatizadas nas edições seguintes das leis, o que fornece uma indicação de que os regulamentos eram frequentemente ignorados, provavelmente porque as autoridades coloniais da época pareciam o contrário, pois as habilidades desses imigrantes eram muito ruins. Durante o período em que Portugal e Espanha eram governados pelo mesmo monarca (1580 – 1640), comerciantes portugueses, muitos dos quais eram chamados de cripto-judeus (judeus que se passavam como cristãos) tornaram-se membros importantes das comunidades mercantes nas capitais vice-legais de Cidade do México e Lima. Quando Portugal se revoltou com sucesso em Espanha, em 1640, o Santo Ofício nas duas capitais iniciou intensas investigações para identificar e processar criptojudeus, resultando em autos-da-fé em meados do século XVII.